# Eleições autárquicas portuguesas de 2005 no distrito da Guarda
| Eleições autárquicas portuguesas de 2005 Distritos: Aveiro \| Beja \| Braga \| Bragança \| Castelo Branco \| Coimbra \| Évora \| Faro \| Guarda \| Leiria \| Lisboa \| Portalegre \| Porto \| Santarém \| Setúbal \| Viana do Castelo \| Vila Real \| Viseu \| Açores \| Madeira |

## Resultados por Concelho
Os resultados nos Concelhos do Distrito da Guarda foram os seguintes:

### Aguiar da Beira
| Partido                 | Partido                        | Votos | %               | +/-  | Vereadores | +/-     |
| ----------------------- | ------------------------------ | ----- | --------------- | ---- | ---------- | ------- |
|                         | Partido Social Democrata       | 2 639 | 60,75 / 100,00  | 7,98 | 3 / 5      | Estável |
|                         | Partido Socialista             | 1 430 | 32,92 / 100,00  | -    | 2 / 5      | -       |
|                         | Coligação Democrática Unitária | 64    | 1,47 / 100,00   | 0,59 | 0 / 5      | Estável |
| Votos Inválidos         | Votos Inválidos                | 211   | 4,85 / 100,00   | 1,15 |            |         |
| Total                   | Total                          | 4 344 | 100,00 / 100,00 |      | 5 / 5      |         |
| Eleitorado/Participação | Eleitorado/Participação        | 6 143 | 70,71 / 100,00  | 6,98 |            |         |

### Almeida
| Partido                 | Partido                        | Votos | %               | +/-  | Vereadores | +/-     |
| ----------------------- | ------------------------------ | ----- | --------------- | ---- | ---------- | ------- |
|                         | Partido Social Democrata       | 2 857 | 46,54 / 100,00  | 6,80 | 3 / 5      | Estável |
|                         | Partido Socialista             | 2 767 | 45,07 / 100,00  | 5,57 | 2 / 5      | Estável |
|                         | Partido Popular                | 150   | 2,44 / 100,00   | 0,73 | 0 / 5      | Estável |
|                         | Coligação Democrática Unitária | 142   | 2,31 / 100,00   | 0,31 | 0 / 5      | Estável |
| Votos Inválidos         | Votos Inválidos                | 223   | 3,63 / 100,00   | 0,18 |            |         |
| Total                   | Total                          | 6 139 | 100,00 / 100,00 |      | 5 / 5      |         |
| Eleitorado/Participação | Eleitorado/Participação        | 8 597 | 71,41 / 100,00  | 1,12 |            |         |

### Celorico da Beira
| Partido                 | Partido                        | Votos | %               | +/-   | Vereadores | +/-     |
| ----------------------- | ------------------------------ | ----- | --------------- | ----- | ---------- | ------- |
|                         | Partido Socialista             | 3 268 | 49,65 / 100,00  | 33,44 | 3 / 5      | 2       |
|                         | Partido Social Democrata       | 2 971 | 45,14 / 100,00  | -     | 2 / 5      | -       |
|                         | Partido Popular                | 120   | 1,82 / 100,00   | -     | 0 / 5      | -       |
|                         | Coligação Democrática Unitária | 71    | 1,08 / 100,00   | 0,51  | 0 / 5      | Estável |
| Votos Inválidos         | Votos Inválidos                | 152   | 2,31 / 100,00   | 0,91  |            |         |
| Total                   | Total                          | 6 582 | 100,00 / 100,00 |       | 5 / 5      |         |
| Eleitorado/Participação | Eleitorado/Participação        | 8 736 | 75,34 / 100,00  | 0,09  |            |         |

### Figueira de Castelo Rodrigo
| Partido                 | Partido                        | Votos | %               | +/-  | Vereadores | +/-     |
| ----------------------- | ------------------------------ | ----- | --------------- | ---- | ---------- | ------- |
|                         | Partido Social Democrata       | 2 783 | 54,38 / 100,00  | 1,81 | 3 / 5      | Estável |
|                         | Partido Socialista             | 2 108 | 41,19 / 100,00  | 1,48 | 2 / 5      | Estável |
|                         | Bloco de Esquerda              | 33    | 0,64 / 100,00   | -    | 0 / 5      | -       |
|                         | Coligação Democrática Unitária | 33    | 0,64 / 100,00   | 0,40 | 0 / 5      | Estável |
| Votos Inválidos         | Votos Inválidos                | 161   | 3,15 / 100,00   | 0,56 |            |         |
| Total                   | Total                          | 5 118 | 100,00 / 100,00 |      | 5 / 5      |         |
| Eleitorado/Participação | Eleitorado/Participação        | 6 618 | 77,33 / 100,00  | 0,29 |            |         |

### Fornos de Algodres
| Partido                 | Partido                        | Votos | %               | +/-  | Vereadores | +/-     |
| ----------------------- | ------------------------------ | ----- | --------------- | ---- | ---------- | ------- |
|                         | Partido Social Democrata       | 2 611 | 63,31 / 100,00  | 7,62 | 4 / 5      | Estável |
|                         | Partido Socialista             | 1 183 | 28,69 / 100,00  | 4,18 | 1 / 5      | Estável |
|                         | Partido Popular                | 117   | 2,84 / 100,00   | -    | 0 / 5      | -       |
|                         | Coligação Democrática Unitária | 51    | 1,24 / 100,00   | 0,16 | 0 / 5      | Estável |
| Votos Inválidos         | Votos Inválidos                | 162   | 3,93 / 100,00   | 0,46 |            |         |
| Total                   | Total                          | 4 124 | 100,00 / 100,00 |      | 5 / 5      |         |
| Eleitorado/Participação | Eleitorado/Participação        | 5 377 | 76,70 / 100,00  | 2,49 |            |         |

### Gouveia
| Partido                 | Partido                        | Votos  | %               | +/-  | Vereadores | +/-     |
| ----------------------- | ------------------------------ | ------ | --------------- | ---- | ---------- | ------- |
|                         | Partido Social Democrata       | 5 344  | 51,50 / 100,00  | 3,36 | 4 / 7      | Estável |
|                         | Partido Socialista             | 3 861  | 37,21 / 100,00  | 7,10 | 3 / 7      | Estável |
|                         | Coligação Democrática Unitária | 711    | 6,85 / 100,00   | 3,68 | 0 / 7      | Estável |
| Votos Inválidos         | Votos Inválidos                | 461    | 4,44 / 100,00   | 0,06 |            |         |
| Total                   | Total                          | 10 377 | 100,00 / 100,00 |      | 7 / 7      |         |
| Eleitorado/Participação | Eleitorado/Participação        | 15 397 | 67,40 / 100,00  | 0,40 |            |         |

### Guarda
| Partido                 | Partido                        | Votos  | %               | +/-  | Vereadores | +/-     |
| ----------------------- | ------------------------------ | ------ | --------------- | ---- | ---------- | ------- |
|                         | Partido Socialista             | 13 722 | 52,51 / 100,00  | 4,86 | 4 / 7      | Estável |
|                         | Partido Social Democrata       | 8 844  | 33,84 / 100,00  | 8,62 | 3 / 7      | Estável |
|                         | Partido Popular                | 1 190  | 4,55 / 100,00   | 1,58 | 0 / 7      | Estável |
|                         | Bloco de Esquerda              | 521    | 1,99 / 100,00   | -    | 0 / 7      | -       |
|                         | Coligação Democrática Unitária | 464    | 1,78 / 100,00   | 0,20 | 0 / 7      | Estável |
|                         | PCTP/MRPP                      | 154    | 0,59 / 100,00   | 0,23 | 0 / 7      | Estável |
| Votos Inválidos         | Votos Inválidos                | 1 238  | 4,74 / 100,00   | 0,62 |            |         |
| Total                   | Total                          | 26 133 | 100,00 / 100,00 |      | 7 / 7      |         |
| Eleitorado/Participação | Eleitorado/Participação        | 37 122 | 70,40 / 100,00  | 2,14 |            |         |

### Manteigas
| Partido                 | Partido                        | Votos | %               | +/-  | Vereadores | +/-     |
| ----------------------- | ------------------------------ | ----- | --------------- | ---- | ---------- | ------- |
|                         | Partido Social Democrata       | 1 327 | 46,74 / 100,00  | 4,74 | 3 / 5      | Estável |
|                         | Partido Socialista             | 1 326 | 46,71 / 100,00  | 6,05 | 2 / 5      | Estável |
|                         | Coligação Democrática Unitária | 77    | 2,71 / 100,00   | 1,55 | 0 / 5      | Estável |
| Votos Inválidos         | Votos Inválidos                | 109   | 3,84 / 100,00   | 0,25 |            |         |
| Total                   | Total                          | 2 839 | 100,00 / 100,00 |      | 5 / 5      |         |
| Eleitorado/Participação | Eleitorado/Participação        | 3 917 | 72,48 / 100,00  | 0,33 |            |         |

### Mêda
| Partido                 | Partido                        | Votos | %               | +/-  | Vereadores | +/-     |
| ----------------------- | ------------------------------ | ----- | --------------- | ---- | ---------- | ------- |
|                         | Partido Social Democrata       | 2 505 | 57,23 / 100,00  | 6,67 | 3 / 5      | Estável |
|                         | Partido Socialista             | 1 582 | 36,14 / 100,00  | 7,77 | 2 / 5      | Estável |
|                         | Coligação Democrática Unitária | 61    | 1,39 / 100,00   | 0,14 | 0 / 5      | Estável |
| Votos Inválidos         | Votos Inválidos                | 229   | 5,23 / 100,00   | 0,95 |            |         |
| Total                   | Total                          | 4 377 | 100,00 / 100,00 |      | 5 / 5      |         |
| Eleitorado/Participação | Eleitorado/Participação        | 6 393 | 68,47 / 100,00  | 4,78 |            |         |

### Pinhel
| Partido                 | Partido                        | Votos  | %               | +/-   | Vereadores | +/-     |
| ----------------------- | ------------------------------ | ------ | --------------- | ----- | ---------- | ------- |
|                         | Partido Social Democrata       | 4 720  | 67,15 / 100,00  | 21,21 | 6 / 7      | 2       |
|                         | Partido Socialista             | 1 353  | 19,25 / 100,00  | 24,71 | 1 / 7      | 2       |
|                         | Partido Popular                | 336    | 4,78 / 100,00   | 0,90  | 0 / 7      | Estável |
|                         | Coligação Democrática Unitária | 198    | 2,82 / 100,00   | 1,64  | 0 / 7      | Estável |
| Votos Inválidos         | Votos Inválidos                | 422    | 6,00 / 100,00   | 0,96  |            |         |
| Total                   | Total                          | 7 029  | 100,00 / 100,00 |       | 7 / 7      |         |
| Eleitorado/Participação | Eleitorado/Participação        | 11 077 | 63,46 / 100,00  | 2,63  |            |         |

### Sabugal
| Partido                 | Partido                        | Votos  | %               | +/-     | Vereadores | +/-     |
| ----------------------- | ------------------------------ | ------ | --------------- | ------- | ---------- | ------- |
|                         | Partido Social Democrata       | 4 550  | 45,13 / 100,00  | -       | 4 / 7      | -       |
|                         | Partido Socialista             | 3 797  | 37,66 / 100,00  | 4,92    | 3 / 7      | Estável |
|                         | Partido Popular                | 937    | 9,29 / 100,00   | -       | 0 / 7      | -       |
|                         | Coligação Democrática Unitária | 328    | 3,25 / 100,00   | 1,57    | 0 / 7      | Estável |
| Votos Inválidos         | Votos Inválidos                | 469    | 4,65 / 100,00   | Estável |            |         |
| Total                   | Total                          | 10 081 | 100,00 / 100,00 |         | 7 / 7      |         |
| Eleitorado/Participação | Eleitorado/Participação        | 15 287 | 65,94 / 100,00  | 3,39    |            |         |

### Seia
| Partido                 | Partido                        | Votos  | %               | +/-  | Vereadores | +/-     |
| ----------------------- | ------------------------------ | ------ | --------------- | ---- | ---------- | ------- |
|                         | Partido Socialista             | 10 502 | 62,91 / 100,00  | 3,93 | 5 / 7      | Estável |
|                         | Partido Social Democrata       | 4 507  | 27,00 / 100,00  | 2,67 | 2 / 7      | Estável |
|                         | Coligação Democrática Unitária | 914    | 5,47 / 100,00   | 0,60 | 0 / 7      | Estável |
| Votos Inválidos         | Votos Inválidos                | 772    | 4,62 / 100,00   | 0,65 |            |         |
| Total                   | Total                          | 16 695 | 100,00 / 100,00 |      | 7 / 7      |         |
| Eleitorado/Participação | Eleitorado/Participação        | 25 733 | 64,88 / 100,00  | 2,52 |            |         |

### Trancoso
| Partido                 | Partido                        | Votos  | %               | +/-  | Vereadores | +/-     |
| ----------------------- | ------------------------------ | ------ | --------------- | ---- | ---------- | ------- |
|                         | Partido Social Democrata       | 4 125  | 56,22 / 100,00  | 3,10 | 4 / 7      | Estável |
|                         | Partido Socialista             | 2 660  | 36,25 / 100,00  | 2,70 | 3 / 7      | Estável |
|                         | Coligação Democrática Unitária | 81     | 1,10 / 100,00   | 0,54 | 0 / 7      | Estável |
| Votos Inválidos         | Votos Inválidos                | 471    | 6,42 / 100,00   | 2,42 |            |         |
| Total                   | Total                          | 7 337  | 100,00 / 100,00 |      | 7 / 7      |         |
| Eleitorado/Participação | Eleitorado/Participação        | 10 574 | 69,39 / 100,00  | 3,00 |            |         |

### Vila Nova de Foz Côa
| Partido                 | Partido                        | Votos | %               | +/-  | Vereadores | +/-     |
| ----------------------- | ------------------------------ | ----- | --------------- | ---- | ---------- | ------- |
|                         | Partido Socialista             | 2 932 | 47,74 / 100,00  | 2,40 | 3 / 5      | 1       |
|                         | Partido Social Democrata       | 2 903 | 47,27 / 100,00  | 0,94 | 2 / 5      | 1       |
|                         | Coligação Democrática Unitária | 88    | 1,43 / 100,00   | 0,43 | 0 / 5      | Estável |
| Votos Inválidos         | Votos Inválidos                | 218   | 3,55 / 100,00   | 0,26 |            |         |
| Total                   | Total                          | 6 141 | 100,00 / 100,00 |      | 5 / 5      |         |
| Eleitorado/Participação | Eleitorado/Participação        | 8 610 | 71,32 / 100,00  | 0,70 |            |         |